# Йосип Рукавина
Йосип Рукавина (хорв. Josip Rukavina; нар. 29 жовтня 1942) – хорватський шахіст і шаховий тренер, майстер міжнародного від 1972 року.

## Шахова кар'єра
На початку 1970-х років належав до числа провідних югославських шахістів. 1972 року поділив в Умагу 2-ге місце (позаду Борислава Івкова, разом з Любомиром Любоєвичем) у фіналі чемпіонату країни, завдяки чому потрапив до складу збірної на шаховій олімпіаді в Скоп'є, де виборов бронзову медаль. Того ж року досяг одного з найбільших успіхів у кар'єрі, здобувши перемогу (разом з Яном Смейкалом на зональному турнірі (відбіркового циклу чемпіонату світу), який відбувся у Врнячці-Бані, завдяки чому 1973 року взяв участь у міжзональному турнірі в Ленінграді, де посів 15-те місце. У наступних роках досягнув низки успіхів, зокрема, в таких містах, як: Штип (1975, посів 2-ге місце), Бірмінгем (1977, поділив 2-ге місце позаду Джорджа Боттерілла, разом з Мато Дамяновичем), Вировитиця (1979, посів 3-тє місце), Біль (1980, відкритий турнір, поділив 1-місце разом з Ісраелем Зільбером, Бетом Цюгером і Петером Схереном), Рієка (2001, поділив 2-ге місце позаду Огнєна Цвітана, разом з Фаруком Бистричем), Опатія (2002, поділив 1-місце разом з Ібро Шаричем), Пула (2003, поділив 1-ше місце разом з Давором Рогичем, Ніколою Седлаком, Звонко Станойоським і Огнєном Йованичем), а також Ленк (2006, поділив 2-ге місце позаду Лотара Фогта, разом із, зокрема, Флоріаном Єнні, Іваном Неметом, Александером Раєцьким та Андрієм Соколовим).
Найвищий рейтинг Ело в кар'єрі мав станом на 1 липня 1985 року, досягнувши 2510 очок ділив тоді 78=ме місце в світовому рейтинг-листі ФІДЕ, а серед шахістів Югославії займав 9-те місце.